# Cerkiew Świętego Mikołaja w Jassach

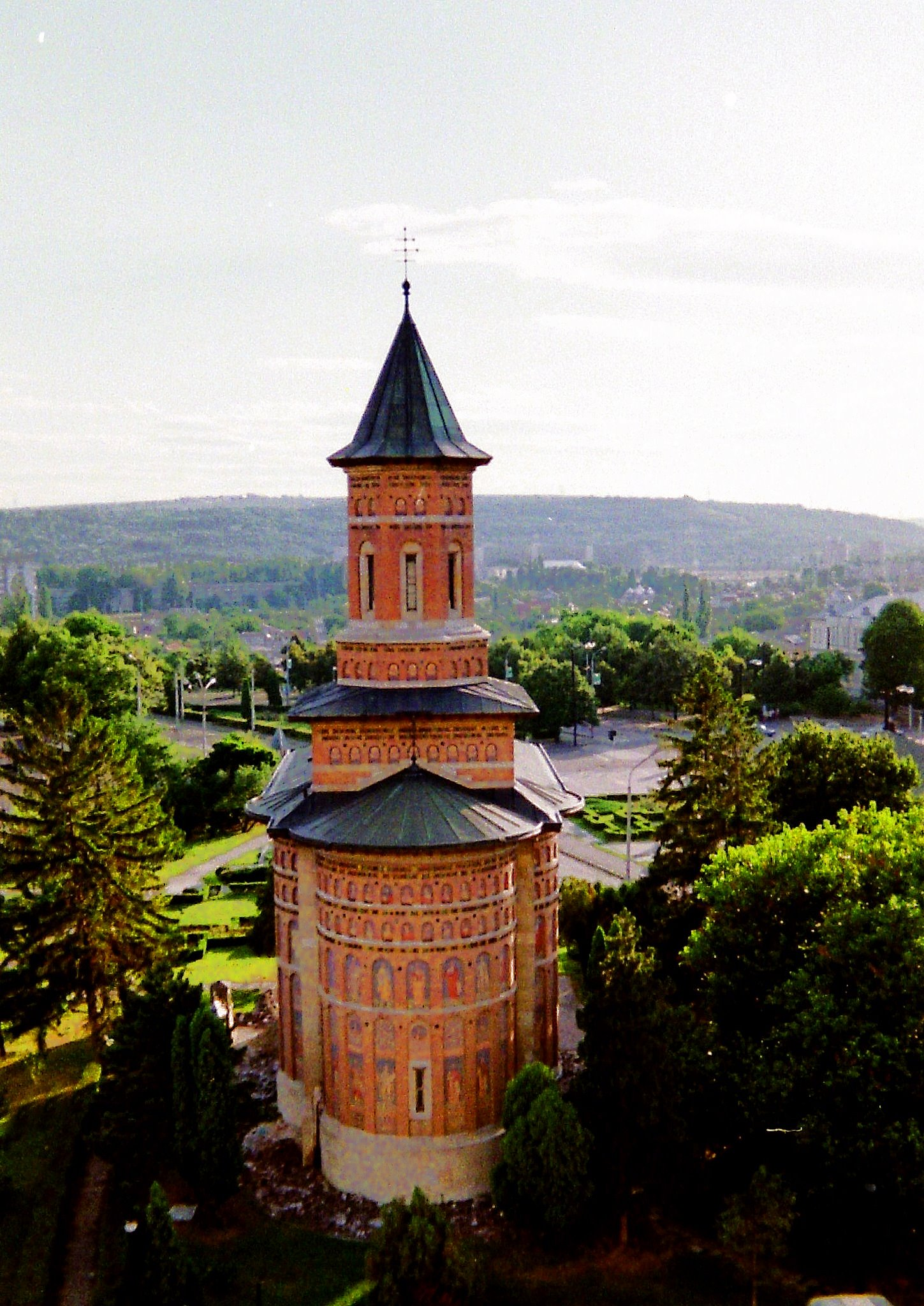
Widok od strony prezbiterium

Cerkiew Świętego Mikołaja (rum. Biserică Sf. Nicolae) – prawosławna cerkiew w Jassach, w jurysdykcji metropolii Mołdawii i Bukowiny Rumuńskiego Kościoła Prawosławnego. Najstarsza zachowana cerkiew w Jassach, wzniesiona w końcu XV w. jako świątynia pałacowa, na przełomie XIX i XX w. przebudowana. Od końca XVI w. do 1695 był to sobór katedralny metropolii Mołdawii.
Ze względu na lokalizację i związek z dworem hospodarskim cerkiew nazywano powszechnie „książęcą”, „hospodarską” (rum. domnesc).

## Historia

### XV–XVII w.
Cerkiew św. Mikołaja została wzniesiona między czerwcem 1491 a sierpniem 1492 w sąsiedztwie dworu hospodarskiego w Jassach, z inicjatywy hospodara Stefana Wielkiego na miejscu starszej świątyni. Obiekt sakralny nie był częścią kompleksu dworu, znajdował się obok i był otoczony odrębnym murem. Budowla została powiększona przez hospodara Aleksandra Lăpușneanu, na polecenie którego do obiektu dobudowano wieżę oraz przedsionek z dwoma wejściami do budynku, od strony południowej i północnej. W tej części miały być dokonywane pochówki hospodarów. Rozbudowa miała związek z przeniesieniem stolicy Mołdawii z Suczawy do Jass. Prawdopodobnie w końcu XVI w. świątynia była pokryta z zewnątrz freskami, które z czasem uległy zniszczeniu pod wpływem warunków atmosferycznych. W 1593 rosyjski podróżnik opisał, że w sąsiedztwie świątyni znajdowała się również kamienna dzwonnica. Od przeniesienia stolicy do Jass w 1565 do 1695 cerkiew św. Mikołaja była soborem metropolitalnym metropolii mołdawskiej. Wyjątek stanowił okres panowania Bazylego Lupu, który przeniósł siedzibę metropolitów do ufundowanego przez siebie monasteru Trzech Świętych Hierarchów w Jassach. Po 1695 soborem metropolitalnym była tzw. Biała Cerkiew, położona na miejscu obecnego soboru św. Paraskiewy, Spotkania Pańskiego i św. Jerzego.
Odbudowę cerkwi podjął w latach 70. XVII w. hospodar Antoni Ruset. Odnowiono wówczas dzwonnicę i rozebrano ścianę, która dzieliła przednawie i nawę cerkiewną. Zamiast niej zbudowano dwie kolumny, tworząc trzy arkady. W 1677 wykonano również nowe freski w świątyni. Antoni Ruset przywiózł również z Polski dwa świeczniki i srebrne naczynia dla cerkwi. Pragnął również zostać pochowany w cerkwi, jednak życzenie to nie spełniło się – władca zmarł w Konstantynopolu. Hospodar zbudował również w sąsiedztwie cerkwi domy, w których mieli zamieszkać mnisi – w jedynym zachowanym z nich żył metropolita Mołdawii Dosyteusz. Prace renowacyjne ukończył kolejny hospodar Jerzy III Duca w 1680. Jeszcze później, w 1693, urządzono dwa boczne ołtarze św. Szczepana (północny) i św. Barbary (południowy). Tym samym, według świadectw kronikarzy, cerkiew św. Mikołaja stała się jedyną w Mołdawii świątynią prawosławną z trzema ołtarzami. Przy świątyni powstała drukarnia w 1681 założona przez metropolitę mołdawskiego Dosyteusza, działająca do 1686, gdy Dosyteusz musiał opuścić Mołdawię. W 1693 w budynku pochowano hospodara Konstantyna Kantemira; jego szczątki przeniesiono następnie do zbudowanego z jego inicjatywy monasteru Mira. W cerkwi odbywały się ceremonie intronizacji i namaszczenia hospodarów – ostatnią taką ceremonię zorganizowano w niej dla Grzegorza Aleksandra Ghiki w 1849.

### XVIII–XX w.
Za rządów Konstantyna Mawrocordata i za zgodą metropolity Mołdawii Nikifora w I połowie XVIII w. cerkiew na pewien czas przekształcono w szkołę dla niepiśmiennych kapłanów. Od 1749 świątynia była jedną z cerkwi w Jassach, przy których prowadzono naukę katechizmu dla dzieci z ludu. Synowie duchownych uczyli się w nich do dwudziestego roku życia lub nawet dłużej. Dzięki działaniom metropolity Mołdawii Jakuba I szkoła przy cerkwi św. Mikołaja stała się jedną z najlepszych szkół w Mołdawii. W 1743 w cerkwi wykonano po raz drugi nowe freski. W okresie sprawowania urzędu metropolity Mołdawii przez Gabriela (1760–1786) na każdym z ołtarzy w cerkwi sprawowano Świętą Liturgię w innym języku – na głównym po rumuńsku, na prawym – po cerkiewnosłowiańsku, zaś na lewym – po grecku. Wcześniej, w 1753, pożar uszkodził świątynię; była ona remontowana w 1790. Ponownie obiekt remontowano na początku XIX w. po zniszczeniach wojennych i wywołanych w 1814 trzęsieniem ziemi. W 1821 po raz kolejny budynek zniszczył pożar, po którym odnowiono go w 1826.
W latach 1884–1904 cerkiew została przebudowana przez francuskiego architekta André Lecomte du Noüy. Prace budowlane sprawiły, że pierwotny charakter budowli sakralnej został zatarty, chociaż celem rekonstrukcji było właśnie przywrócenie obiektu do pierwotnej postaci. W momencie przystąpienia do renowacji cerkiew ponownie była już całkowicie zrujnowana. Podczas prac rozebrano ołtarze boczne i cerkiewny przedsionek, zburzono ścianę między nawą a przednawiem, jak również wykonano nowy ikonostas. Wykonano również zupełnie nowe freski we wnętrzu obiektu oraz na jego ścianach zewnętrznych. Ich autorami byli francuscy malarze Bernard, Mempiot i Mauretal. Pracami przy cerkwi interesował się osobiście król Rumunii Karol I, który wsparł renowację finansowo i przekazał świątyni dary rzeczowe.
W 1989 cerkiew była remontowana po raz kolejny. Pięć lat później jej powtórnego poświęcenia dokonali patriarcha konstantynopolitański Bartłomiej oraz metropolita Mołdawii i Bukowiny Daniel. Od tego czasu cerkiew podporządkowana jest bezpośrednio metropolicie Mołdawii i Bukowiny. Opiekują się nią mnisi z monasteru Trzech Świętych Hierarchów w Jassach.

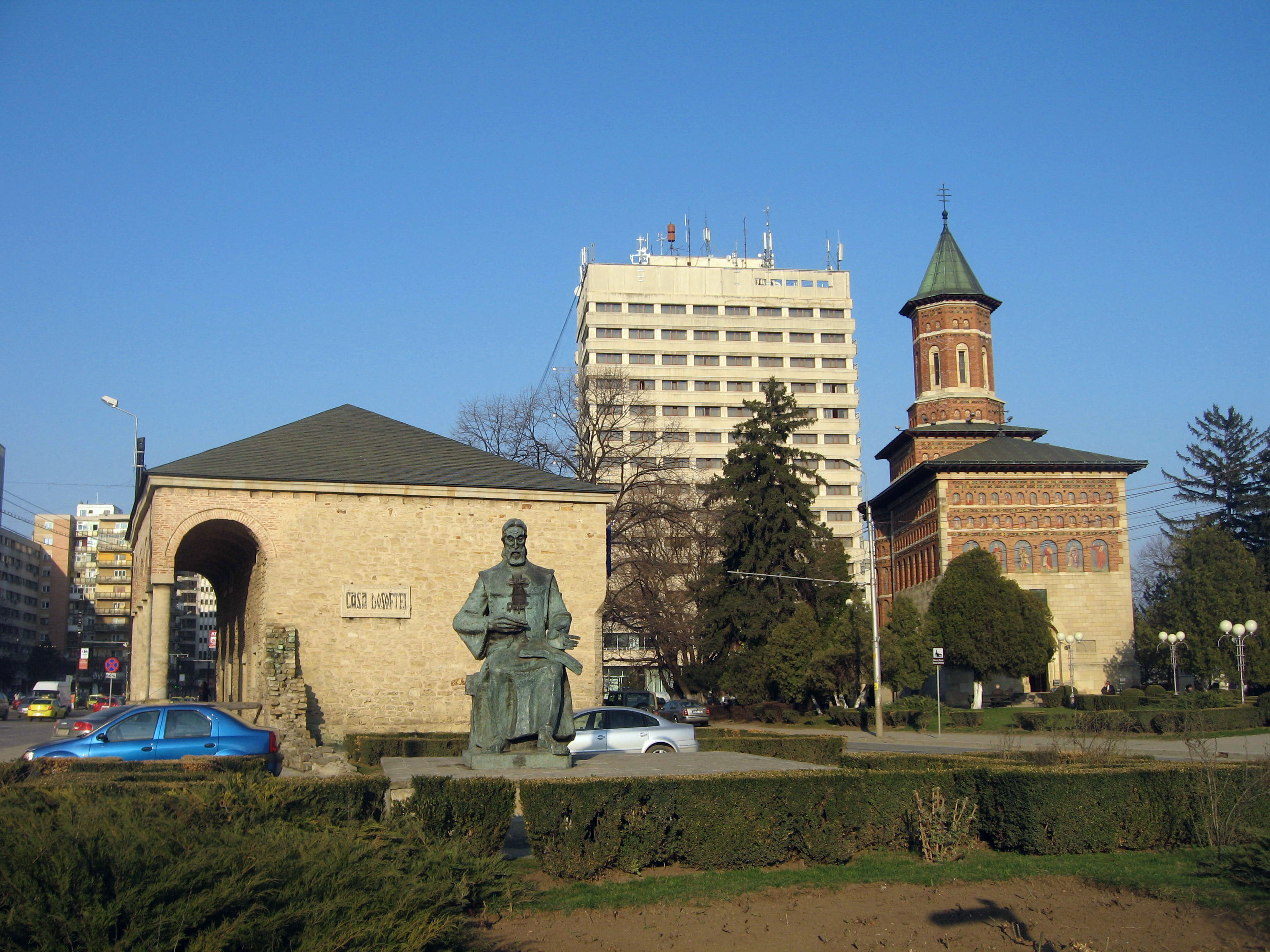
Cerkiew, dom metropolity Dosyteusza i jego pomnik
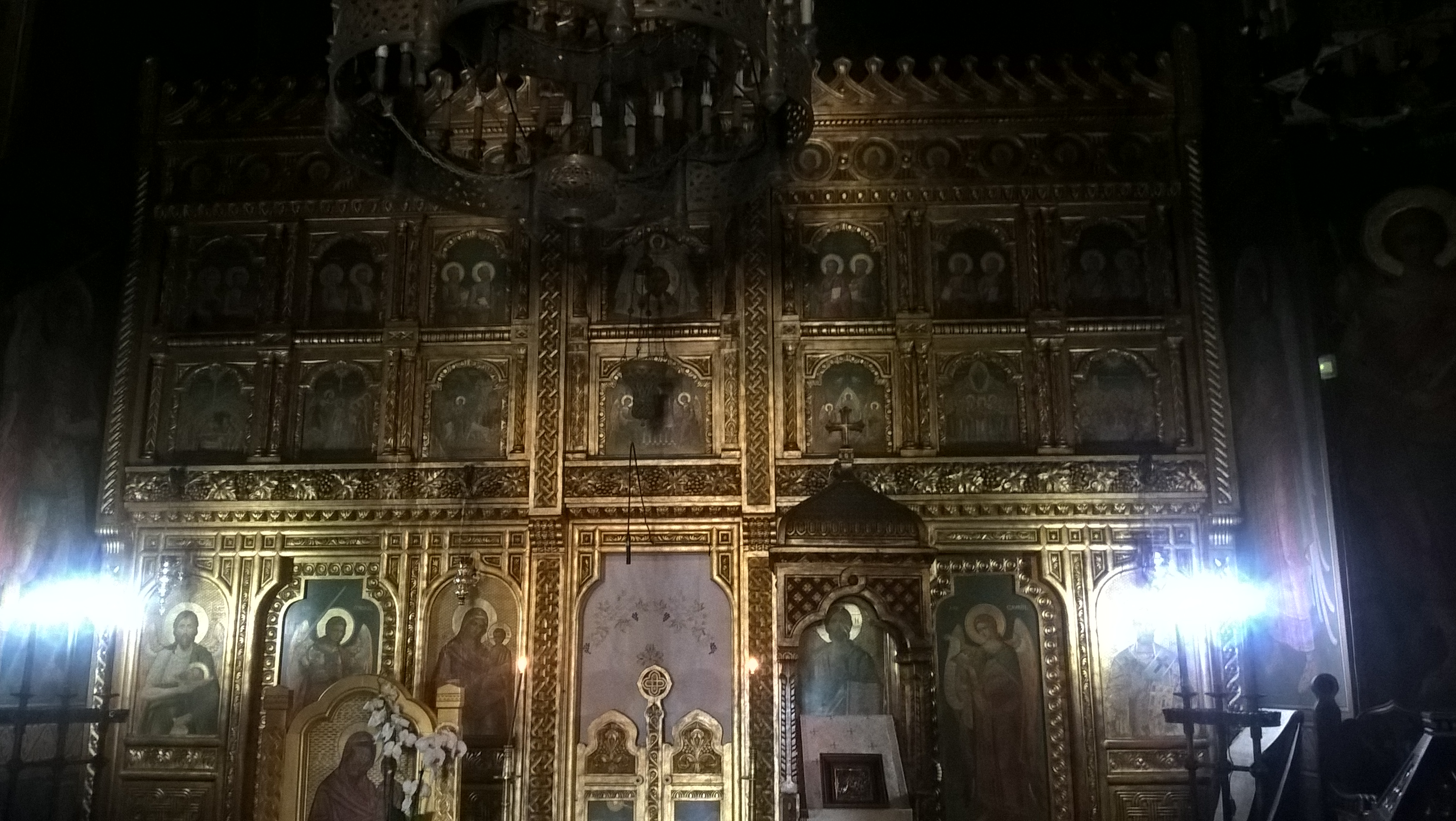
Ikonostas
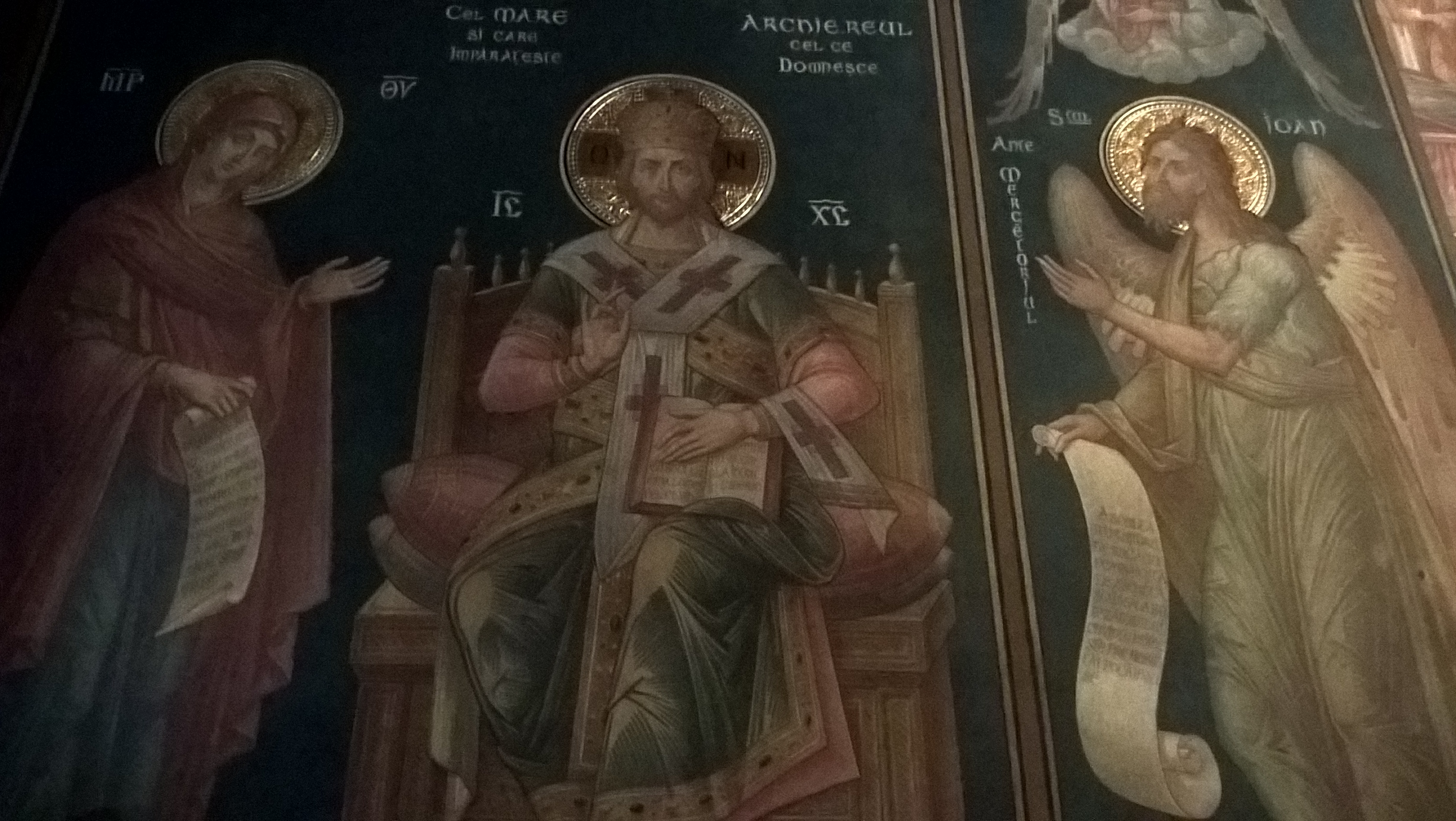
Kompozycja deesis – fragment fresków
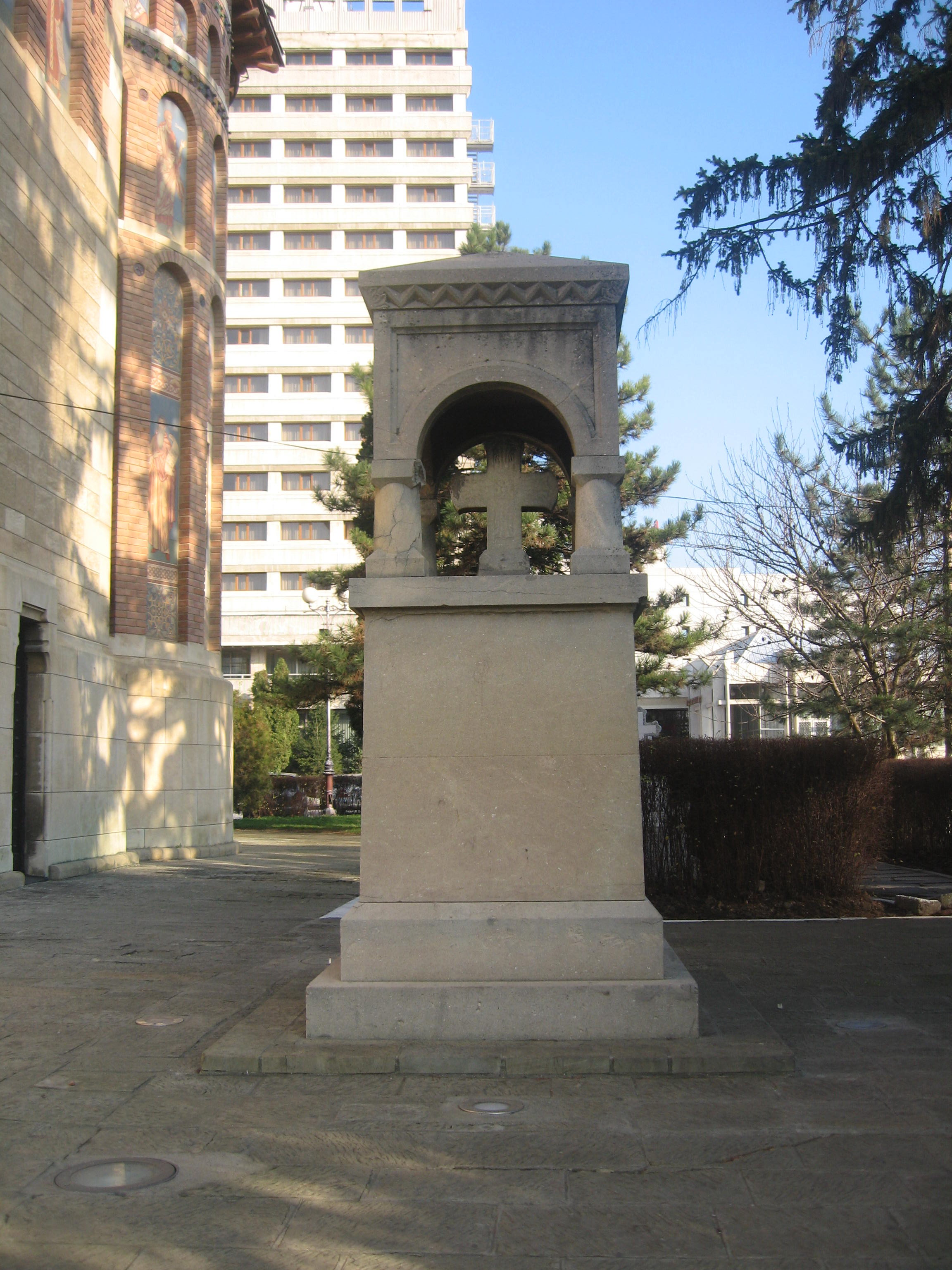
Upamiętnienie rozebranego w XIX w. ołtarza św. Barbary
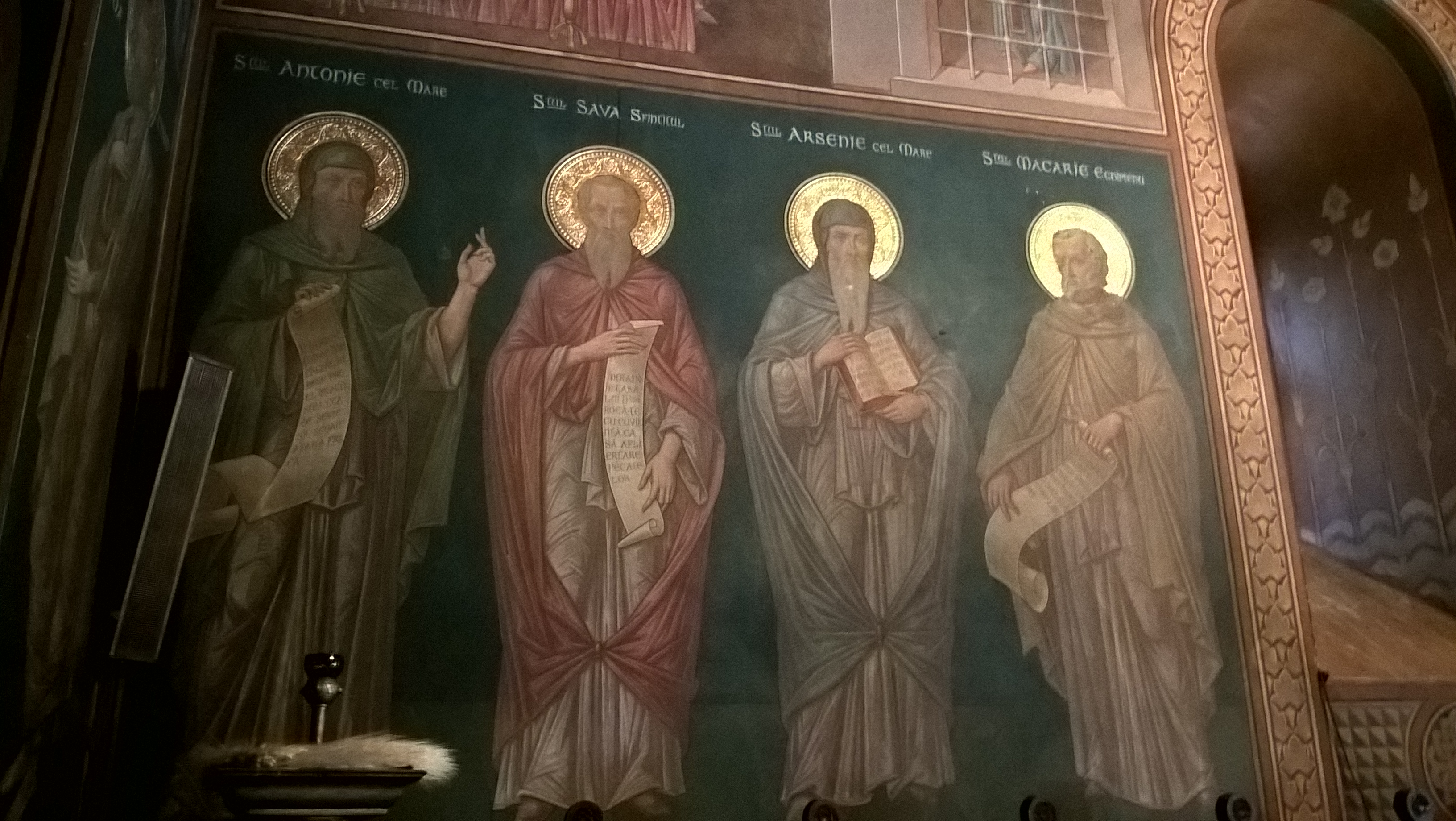
Freski z postaciami świętych Ojców Pustyni

## Architektura
Wzniesiona w końcu XV w. cerkiew reprezentowała tradycyjny styl mołdawski, z nawiązaniami do architektury bizantyńskiej i w mniejszym stopniu gotyckiej, co jest zauważalne również w innych świątyniach budowanych z fundacji Stefana Wielkiego. Została wzniesiona na planie trójkonchowym, z podziałem na przednawie (znacznie szersze od pozostałych części), nawę i pomieszczenie ołtarzowe, z trzema absydami. Freski na zewnątrz cerkwi przedstawiają zarówno prawosławnych świętych (282 postacie), jak i greckich filozofów. Obiekt posiada jedną ośmioboczną wieżę. Zbudowany jest z cegły i kamienia. Obiekt określany jest jako jeden z najpiękniejszych zabytków architektury mołdawskiej swojej epoki.
Na wyposażeniu cerkwi są świeczniki i żyrandole podarowane przez rumuńską rodzinę królewską (podczas renowacji na przełomie XIX i XX w.). Wykonany na przełomie XIX i XX w. ikonostas wykonany jest z drewna pokrytego złotem.